# Zygmunt Bauman
Zygmunt Bauman (Poznań, 1925. november 19. – Leeds, 2017. január 9.) lengyel szociológus, filozófus.

## Művei

### Varsói időszak
- Zagadnienia centralizmu demokratycznego w pracach Lenina (1957)
- Socjalizm brytyjski: Źródła, filozofia, doktryna polityczna (1959)
- Klasa, ruch, elita: Studium socjologiczne dziejów angielskiego ruchu robotniczego (1960)
- Z dziejów demokratycznego ideału (1960)
- Kariera: cztery szkice socjologiczne (1960)
- Z zagadnień współczesnej socjologii amerykańskiej (1961)
- Systemy partyjne współczesnego kapitalizmu (1962, Szymon Chodakkal, Juliusz Strojnowskival és Jakub Banaszkiewicz-csel)
- Spoleczeństwo, w ktorym żyjemy (1962)
- Zarys socjologii. Zagadnienia i pojęcia (1962)
- Idee, ideały, ideologie (1963)
- Zarys marksistowskiej teorii spoleczeństwa (1964)
- Socjologia na co dzień (1964)
- Wizje ludzkiego świata. Studia nad społeczną genezą i funkcją socjologii (1965)
- Kultura i społeczeństwo. Preliminaria (1966)
- Szkice z teorii kultury 1967, kézirat, 2017-es kiadás)

### Leeds-i időszak
- Between Class and Elite. The Evolution of the British Labour Movement. A Sociological Study (1972, lengyelül Klasa, ruch, elita: Studium socjologiczne dziejów angielskiego ruchu robotniczego (1960))
- Culture as Praxis (1973)
- Socialism: The Active Utopia (1976)
- Towards a Critical Sociology: An Essay on Common-Sense and Emancipation (1976)
- Hermeneutics and Social Science: Approaches to Understanding (1978)
- Memories of Class: The Pre-history and After-life of Class (1982)
- Stalin and the peasant revolution: a case study in the dialectics of master and slave (1985)
- Legislators and interpreters: On Modernity, Post-Modernity, Intellectuals (1987)
- Freedom (1988)
- Modernity and the Holocaust (1989)
- Paradoxes of Assimilation (1990)
- Thinking Sociologically. An introduction for Everyone (1990)
- Modernity and Ambivalence (1991)
- Intimations of Postmodernity (1992)
- Mortality, Immortality and Other Life Strategies (1992)
- Postmodern Ethics (1993)
- Dwa szkice o moralności ponowoczesnej (1994)
- Life in Fragments. Essays in Postmodern Morality (1995)
- Ciało i przemoc w obliczu ponowoczesności (1995)
- Postmodernity and its Discontents (1997)
- Humanista w ponowoczesnym świecie – rozmowy o sztuce życia, nauce, życiu sztuki i innych sprawach (1997, Roman Kubickivel és Anna Zeidler-Janiszewskával)
- Work, consumerism and the new poor (1998)
- Globalization: The Human Consequences (1998)
- In Search of Politics (1999)
- Liquid Modernity (2000)
- The Bauman Reader (2000, szerkesztette Peter Beilharz)
- Community. Seeking Safety in an Insecure World (2001)
- The Individualized Society (2001)
- Conversations with Zygmunt Bauman (2001, Keith Testerrel)
- Thinking Sociologically, 2nd edition (2001, Tim May-jel)
- Society Under Siege (2002)
- Liquid Love: On the Frailty of Human Bonds (2003)
- City of fears, city of hopes (2003)
- Wasted Lives. Modernity and its Outcasts (2004)
- Europe: An Unfinished Adventure (2004)
- Identity: Conversations with Benedetto Vecchi (2004)
- Liquid Life (2005)
- Liquid Fear (2006)
- Liquid Times: Living in an Age of Uncertainty (2006)
- Moralność w niestabilnym świecie (2006)
- Consuming Life (2007)
- Does Ethics Have a Chance in a World of Consumers? (2008)
- The Art of Life (2008)
- Living on Borrowed Time: Conversations with Citlali Rovirosa-Madrazo (2009)
- Życie w kontekstach. Rozmowy o tym, co za nami i o tym, co przed nami (2009, Roman Kubickivel és Anna Zeidler-Janiszewskával)
- 44 Letters from the Liquid Modern World (2010)
- Collateral Damage: Social Inequalities in a Global Age (2011)
- Culture in a Liquid Modern World (2011)
- This is Not a Diary (2012)
- Liquid Surveillance: A Conversation (2012, David Lyonnal)
- Moral Blindness: The Loss of Sensitivity in Liquid Modernity (2013, Leonidas Donskis-szal)
- O bogu i człowieku. Rozmowy (2013, Stanisław Obirekkel)
- What use is sociology? Conversations with Michael Hviid Jacobsen and Keith Tester (2013, Michael Hviid Jacobsennel és Keith Testerrel)
- Does the Richness of the Few Benefit Us All? (2013)
- State of Crisis (2014, Carlo Bordonival)
- Practices of Selfhood (2015, Rein Rauddal)
- Management in a Liquid Modern World (2015, Irena Baumannal, Jerzy Kociatkiewicz-csel és Monika Kosterával)
- Liquid Evil (2016, Leonidas Donskis-szal)
- Babel (2016, Ezio Mauróval)
- Strangers at Our Door (2016)
- Retrotopia (2017)
- Zygmunt Bauman. Das Vertraute unvertraut machen. Ein Gespräch mit Peter Haffner (2017)
- A Chronicle of Crisis: 2011–2016 (2017)

### Magyarul megjelent művei
- Általános szociológia; ford. Andorka Rudolf; Kossuth, Bp., 1967
- A modernitás és a holokauszt; ford. Greskovits Endre; Új Mandátum–IV–Max Weber Alapítvány, Bp., 2001 (A Szociálpolitikai értesítő könyvtára. Társadalom & történet)
- Globalizáció. A társadalmi következmények; ford. Fábián György; Szukits, Szeged, 2002 (A XXI. század kérdései)

## Díjai
- Amalfi-díj (1992, European Amalfi Prize for Sociology and Social Sciences)
- Frankfurt városának Theodor W. Adorno díja (1998)
- Premios Princesa de Asturias (2010, Alain Touraine-nel megosztva)